# إدريس ود الأرباب

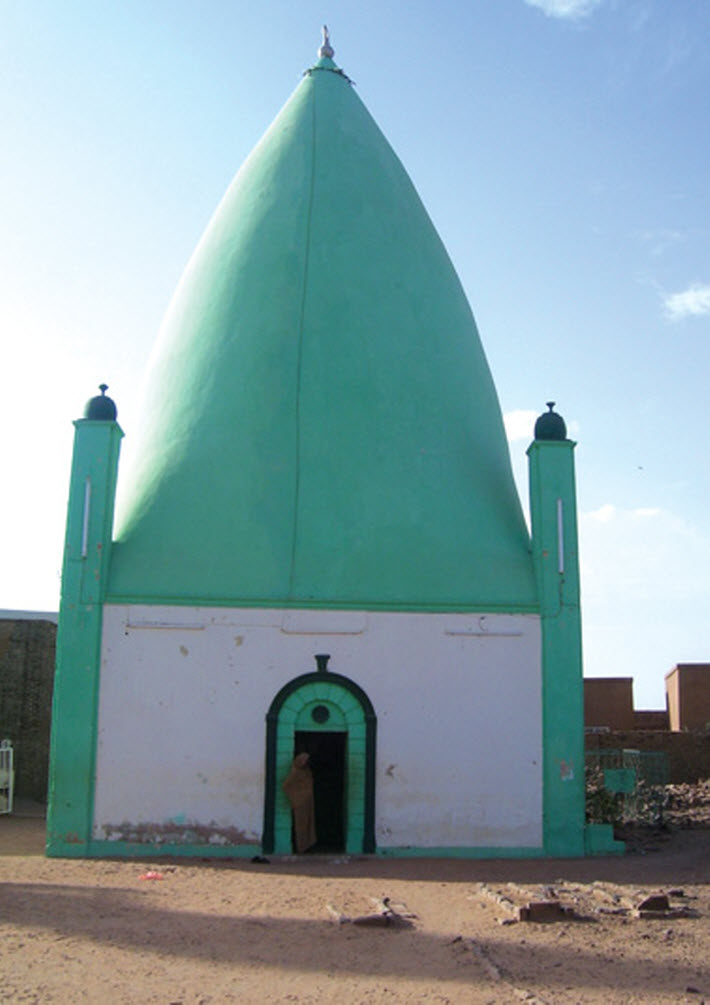
مقام الشيخ إدريس بالعيلفون

إدريس ود الأرباب أو الشيخ إدريس أبو فركة  عالم دين وفقيه سوداني (913هـ - 1060 هـ) (1507 م - 1650 م) 

## نسبه
إدريس بن محمد الأرباب بن علي بن إدريس بن فلاح. والدته صليحة بنت الشريف أبودنانة. من قبيلة المحس النوبية بشمال السودان 
اختلفت الروايات حول مسقط رأسه، في طبقات ود ضيف الله أنه ولد بالعيلفون، وقيل بالحليلة شوحطت. و قيل و هذا الأرجح انه ولد بي جزيرة بدين في شمال السودان 

## تعليمه
تلقي حفظ القرآن ومبادئ القراءة والكتابة على يد الشيخ البنداري، ثم تابع مراحله الدراسية، على الشيخ حمد ود زروق بالصبابي، والتي تتميز بالعلوم الفقهية واللسانية.

## مناظراته
كتب الكثير من المؤرخين عن موسوعية معارفه في الفقه  ، وكانت له بعض المناظرات مع رصفائه من علماء ذلك الزمن  من أشهرها، مناظرة الشيخ الأجهوري في ميدان الفقه، خاصة وأن الأخير يعتبر حجة وإمام الأئمة على المذهب المالكي، ما يعزز من مكانة تلك المدرسة وابن الأرباب معا.
يقول محمد ود ضيف الله «أنه كان لا يتحدث في علم من العلوم، إلا تحدث معك فيه حتي يقول السامع له انه لا يحسن غير هذا العلم، فتكلم في علم الأولين والآخرين والأمم الماضية، فكان أكابر العلماء يكونون بين يديه كالأطفال.»
كانت له رؤاه الخاصة مع مراعاة المذهب السائر عليه.

### فتوى التدخين
ناظر في فتواه بحرمة التدخين، الشريف عبد الوهاب، المعروف «برجل (أبوسمبل)» بحضرة الشيخ عجيب المانجلك الذي طلب تلك المحاورة العلمية بين الرجلين، فحين قال الشيخ إدريس بحرمته، قال له عبد الوهاب الشريف: «من راسك أو من كراسك»، وهو يرى إباحته.